# تنیس روی میز در المپیک تابستانی ۱۹۸۸
تنیس روی میز در بازی‌های المپیک تابستانی ۱۹۸۸ نام رویداد ورزش تنیس روی میز در بازی‌های المپیک تابستانی بود که در سال ۱۹۸۸ برگزار شد. این مسابقات از چهار بخش تشکیل شده بود که از ۲۳ سپتامبر تا ۱ اکتبر در سئول برگزار شد.

## نتایج
| رویداد        | طلا                                        | نقره                                          | برنز                                        |
| انفرادی مردان | یو نام-کیو · کره جنوبی                     | کیم کی-تایک · کره جنوبی                       | اریک لیند · سوئد                            |
| دونفره مردان  | چن لونگکان · و وی چینگوانگ · چین           | ایلیا لوپولسکو · و زوران پریموراتس · یوگسلاوی | ان جی-هیونگ · و یو نام-کیو · کره جنوبی      |
| انفرادی زنان  | چن جینگ · چین                              | لی هویفن · چین                                | جیائو زیمین · چین                           |
| دونفره زنان   | هیون جونگ-هوا · و یانگ یونگ-جا · کره جنوبی | چن جینگ · و جیائو زیمین · چین                 | یاسنا فازلیچ · و گوردانا پرکوچین · یوگسلاوی |

## جدول مدال‌ها
| رتبه | کشور      | طلا | نقره | برنز | مجموع |
| ۱    | چین       | ۲   | ۲    | ۱    | ۵     |
| ۲    | کره جنوبی | ۲   | ۱    | ۱    | ۴     |
| ۳    | یوگسلاوی  | ۰   | ۱    | ۱    | ۲     |
| ۴    | سوئد      | ۰   | ۰    | ۱    | ۱     |